# Boulsa
Cet article concerne la ville chef-lieu. Pour le département et la commune urbaine, voir Boulsa (département).
Boulsa est une ville du département et la commune urbaine de Boulsa, dont elle est le chef-lieu, située dans la province du Namentenga et la région du Centre-Nord au Burkina Faso.  La ville est également le chef-lieu de la province.

## Géographie
Boulsa est divisé en six secteurs urbains :
- Secteur 1 (3 407 habitants)
- Secteur 2 (3 295 habitants)
- Secteur 3 (2 883 habitants)
- Secteur 4 (4 431 habitants)
- Secteur 5 (1 851 habitants)
- Secteur 6 (2 058 habitants)

## Transports
La ville est traversée par la route nationale 15 et par la route régionale 2 partant de Boulsa en direction de Dargo et Piéla.

## Éducation et santé
La ville possède onze écoles primaires publiques dans les secteurs 1 (école C et à Nagbinga), 2 (école A et à Ouidin), 3 (école Amitié, ainsi qu'à Kampinga et Toaga), 4 (école B et à Roantenga) et 5 (école Est et à Napouguin). En ce qui concerne l'enseignement secondaire, Boulsa possède plusieurs collèges d'enseignement général (CEG) et un lycée provincial qui se trouve dans le secteur 6.
Boulsa accueille le centre médical régional avec antenne chirurgicale (CMA) ainsi qu'un dispensaire urbain.
Plusieurs établissements privés, le plus souvent confessionnels complètent le service public et assurent une grande part de l'éducation des soins médicaux de base ou même chirurgicaux. Tel l'orphelinat de « La Cité des Enfants » qui possède une maternité, un dispensaire et un centre d'ophtalmologie. La qualité des infrastructures et des services sont évaluées par des personnels compétents en chirurgie et en médecine générale.